# Michael Essien
Michael Kojo Essien (3. prosinec 1982 Accra, Ghana) je ghanský fotbalový trenér, který je asistentem trenéra dánského klubu Nordsjælland, a bývalý Fotbalový záložník, který v roce 2020 ukončil kariéru v ázerbájdžánském klubu Səbail.

## Kariéra

### Klubová
Essien hrál v Ghaně za místní klub Liberty Professionals. Následovalo angažmá ve Francii, v letech 2000–2003 hrál za SC Bastia a v letech 2003–2005 za Olympique Lyon.
Do anglického týmu Chelsea FC přestoupil v srpnu 2005 za cca 25 milionů liber z francouzského mužstva Olympique Lyon. V lednu 2014 přestoupil z Chelsea FC jako volný hráč do AC Milán, kde podepsal smlouvu na rok a půl. Po vypršení smlouvy se stal novou posilou řeckého Panathinaikosu.
V Panathinaikosu působil jednu sezónu, v září 2016 s ním předčasně ukončil smlouvu, poté půl roku trénoval s rezervním týmem Chelsea. V březnu 2017 podepsal jednoletý kontrakt s opcí s indonéským klubem Persib Bandung.

### Reprezentační
V roce 2002 debutoval za ghanský národní tým.
S reprezentačním týmem Ghany si zahrál na Mistrovství světa ve fotbale 2006, Mistrovství světa ve fotbale 2010 zmeškal kvůli zranění, které si přivodil při Poháru afrických národů.

Zúčastnil se Mistrovství světa ve fotbale 2014 v Brazílii, kde Ghana skončila se ziskem jediného bodu na posledním čtvrtém místě v základní skupině G.

## Přestupy
- z Bastia do Lyon za 11 700 000 Euro
- z Lyon do Chelsea za 38 000 000 Euro
- z Chelsea do Real Madrid (hostování)
- z Chelsea do Milán za 500 000 Euro
- z Milán do Panathinaikos zadarmo

## Statistiky
| Sezóna            | Klub              | Liga              | Liga   | Liga | Ligové poháry | Ligové poháry | Ligové poháry | Kontinentální poháry | Kontinentální poháry | Kontinentální poháry | Celkem | Celkem |
| Sezóna            | Klub              | Soutěž            | Zápasy | Góly | Soutěž        | Zápasy        | Góly          | Soutěž               | Zápasy               | Góly                 | Zápasy | Góly   |
| ----------------- | ----------------- | ----------------- | ------ | ---- | ------------- | ------------- | ------------- | -------------------- | -------------------- | -------------------- | ------ | ------ |
| 2000/01           | Bastia            | Division 1        | 13     | 1    | FP+FLP        | 2+0           | 0             | -                    | 0                    | 0                    | 15     | 1      |
| 2001/02           | Bastia            | Division 1        | 24     | 4    | FP+FLP        | 4+2           | 0+1           | -                    | 0                    | 0                    | 30     | 5      |
| 2002/03           | Bastia            | Ligue 1           | 29     | 6    | FP+FLP        | 1+1           | 0+0           | -                    | 0                    | 0                    | 31     | 6      |
| Celkem za Bastii  | Celkem za Bastii  | Celkem za Bastii  | 66     | 11   | -             | 10            | 1             | -                    | 0                    | 0                    | 76     | 12     |
| 2003/04           | Lyon              | Ligue 1           | 34     | 3    | FP+FLP+FS     | 2+1+1         | 0+0+1         | LM                   | 8                    | 0                    | 46     | 4      |
| 2004/05           | Lyon              | Ligue 1           | 37     | 4    | FP+FLP+FS     | 2+0+1         | 0             | LM                   | 10                   | 5                    | 50     | 9      |
| Celkem za Lyon    | Celkem za Lyon    | Celkem za Lyon    | 71     | 7    | -             | 7             | 1             | -                    | 18                   | 5                    | 96     | 13     |
| 2005/06           | Chelsea           | Premier League    | 31     | 2    | AP+ALP        | 4+1           | 0             | LM                   | 6                    | 0                    | 42     | 2      |
| 2006/07           | Chelsea           | Premier League    | 33     | 2    | AP+ALP+AS     | 5+6+1         | 1+1+0         | LM                   | 10                   | 2                    | 55     | 5      |
| 2007/08           | Chelsea           | Premier League    | 27     | 6    | AP+ALP+AS     | 2+4+1         | 0             | LM                   | 12                   | 0                    | 46     | 6      |
| 2008/09           | Chelsea           | Premier League    | 11     | 1    | AP+ALP        | 3+0           | 0             | LM                   | 5                    | 2                    | 19     | 3      |
| 2009/10           | Chelsea           | Premier League    | 14     | 3    | AP+ALP+AS     | 0+1+1         | 0             | LM                   | 6                    | 1                    | 22     | 4      |
| 2010/11           | Chelsea           | Premier League    | 33     | 3    | AP+ALP+AS     | 2+0+1         | 0             | LM                   | 8                    | 1                    | 44     | 4      |
| 2011/12           | Chelsea           | Premier League    | 14     | 0    | AP+ALP        | 3+0           | 0             | LM                   | 2                    | 0                    | 19     | 0      |
| 2012/13           | Real Madrid       | Primera División  | 21     | 2    | ŠP            | 7             | 0             | LM                   | 7                    | 0                    | 35     | 2      |
| 2013/14           | Chelsea           | Premier League    | 5      | 0    | AP+ALP        | 1+3           | 0+0           | LM+ES                | 0+0                  | 0                    | 9      | 0      |
| Celkem za Chelsea | Celkem za Chelsea | Celkem za Chelsea | 168    | 17   | -             | 39            | 2             | -                    | 49                   | 6                    | 256    | 25     |
| 2014              | Milán             | Serie A           | 7      | 0    | IP            | 0             | 0             | LM                   | 2                    | 0                    | 9      | 0      |
| 2014/15           | Milán             | Serie A           | 13     | 0    | IP            | 0             | 0             | -                    | 0                    | 0                    | 13     | 0      |
| Celkem za Milán   | Celkem za Milán   | Celkem za Milán   | 20     | 0    | -             | 0             | 0             | -                    | 2                    | 0                    | 22     | 0      |
| 2015/16           | Panathinaikos     | Řecká Superliga   | 12     | 1    | ŘP            | 3             | 0             | LM+EL                | 0+0                  | 0                    | 15     | 1      |
| 2017              | Persib            | Liga 1            | 29     | 5    | -             | 0             | 0             | -                    | 0                    | 0                    | 29     | 5      |
| 2018/19           | Səbail            | Premyer Liqası    | 4      | 0    | -             | 0             | 0             | -                    | 0                    | 0                    | 4      | 0      |
| 2019/20           | Səbail            | Premyer Liqası    | 10     | 0    | -             | 0             | 0             | EL                   | 1                    | 0                    | 11     | 0      |
| Celkem za Səbail  | Celkem za Səbail  | Celkem za Səbail  | 14     | 0    | -             | 0             | 0             | -                    | 1                    | 0                    | 15     | 0      |
| Celkově           | Celkově           | Celkově           | 401    | 43   | -             | 66            | 4             | -                    | 77                   | 11                   | 544    | 58     |

## Úspěchy

### Hráčské

#### Národní
- vítěz francouzské ligy (2x)

Lyon: 2003/04, 2004/05
- vítěz anglické ligy (2x)

Chelsea: 2005/06, 2009/10

- vítěz anglického poháru (4x)

Chelsea: 2006/07, 2008/09, 2009/10, 2011/12

- vítěz anglického ligového poháru (1x)

Chelsea: 2006/07

- vítěz francouzského superpoháru (2x)

Lyon: 2003, 2004

- vítěz anglického superpoháru (1x)

Chelsea: 2009

#### Kontinentální
- vítěz Ligy mistrů UEFA (1x)

Chelsea: 2011/12

#### Reprezentační
- 2× účast na MS (2006, 2014)
- 3× účast na APN (2002, 2008 - bronz, 2010 - stříbro)
- 1× účast na MS U20 (2001 - stříbro

#### Individuální
- 1× Nejlepší Africký fotbalista (2006)
- 1× v All stars týmu francouzské ligy (2002/03, 2004/05)
- 1x nejlepší hráč francouzské ligy (2004/05)
- 1× v All stars týmu na APN (2008)